# Obwód zachodniokazachstański
Obwód zachodniokazachstański (kaz. Батыс Қазақстан облысы, ros. Западно-Казахстанская область) – obwód w północno-zachodniej części Kazachstanu o powierzchni 151 300 km² i ludności 651 874 mieszkańców. Jego stolicą jest Uralsk. Graniczy od północy i zachodu z Rosją, od południa z obwodem atyrauskim i od wschodu z obwodem aktobskim. Obszar nizinny (część Niziny Nadkaspijskiej), w części północnej pagórkowaty, położony w strefie stepów i półpustyń; na północy uprawa zbóż, słonecznika oraz (na terenach nawadnianych) warzyw (głównie arbuzów) i drzew owocowych; w części środkowej i południowej hodowla, głównie owiec; przemysł maszynowy, metalowy, spożywczy (mięsny i olejarski).

## Rejony
- rejon Akżajyk
- rejon Bäjterek
- rejon Bökejorda
- rejon Börly
- rejon Karatöbe
- rejon Kaztałor
- rejon Syrym
- rejon Szynggyrłau
- rejon Taskała
- rejon Terekty
- rejon Żangakała
- rejon Żänybek